# 埃斯科·雷科马
埃斯科·雷科马（芬蘭語：Esko Rekomaa，1932年12月24日—1985年2月14日），芬兰男子冰球运动员，场上位置是前锋。他曾代表芬兰国家队参加1952年冬季奥林匹克运动会冰球比赛，获得第7名。